# レプリカンツ
レプリカンツ（Replicants）は、アメリカのロック・バンド。1995年にトゥール脱退後のポール・ダムール、キーボーディストのクリス・ピットマン、フェイリュアのメンバーであるケン・アンドリュースとグレッグ・エドワーズの4人で結成。バンド名は「複製する」という意味の単語「Replicate」と、「模造品」という意味の単語「Replica」を反映したものである。これは自分たちがトリビュート・バンドであるという自嘲的な意味が含まれている。1995年11月にカバー・アルバム『Replicants』をリリース。1996年にバンドは解散しアンドリュースはソロで活動、他の3人はラスクのメンバーとして活動した。

## ディスコグラフィ

### アルバム
- Replicants (1995年、Zoo Entertainment)